# Nhóm Những người bạn Bảo vệ Hiến chương Liên Hợp Quốc
Nhóm Những người bạn Bảo vệ Hiến chương Liên Hợp Quốc là một tổ chức tại Liên Hợp Quốc, được thành lập tháng 3 năm 2021 bởi 17 quốc gia thành viên Liên Hợp Quốc bao gồm Trung Quốc, Nga, Iran, và Bắc Triều Tiên. Mục tiêu chính của tổ chức là đưa ra một thông điệp ủng hộ hiệp ước thành lập Liên Hợp Quốc, được gọi là Hiến chương Liên Hợp Quốc, tìm cách thúc đẩy chủ nghĩa đa phương và ngoại giao trong việc sử dụng vũ lực chống lại các vi phạm được nhận thức từ các quốc gia thành viên Liên Hợp Quốc khác.
Tròng thông báo ngày 10 tháng 3 cho biết "thế giới đang chứng kiến chủ nghĩa đơn phương ngày càng tăng, được đánh dấu bằng các hành động theo chủ nghĩa biệt lập và độc đoán, bao gồm việc áp dụng các biện pháp cưỡng chế đơn phương hoặc rút khỏi các thỏa thuận mang tính bước ngoặt và các thể chế đa phương, cũng như các nỗ lực phá hoại các nỗ lực quan trọng để giải quyết những thách thức chung và toàn cầu. "

## Thành viên
1. Algeria
2. Angola
3. Belarus
4. Bolivia
5. Cambodia
6. Trung Quốc
7. Cuba
8. Eritrea
9. Iran
10. Lào
11. Nicaragua
12. Bắc Triều Tiên
13. Palestine
14. Nga
15. Saint Vincent và Grenadines
16. Syria
17. Venezuela

## Phê bình
Một quan chức ngoại giao cấp cao của châu Âu giấu tên đã trả lời thông báo này bằng cách nói: "Những người được gọi là bạn bè này là những người đã vi phạm hiến chương nhiều nhất. Có lẽ họ nên bắt đầu bằng việc tôn trọng nhân quyền và các quyền tự do cơ bản ở quốc gia của họ."